# Pobyk
Pobyk (bułg. Побък) – wieś w środkowej Bułgarii, w obwodzie Gabrowo, w gminie Trjawna. Miejscowość jest niezamieszkana.